# Вид на Париж із квартири Тео на вулиці Лепік
«Вид на Париж із квартири Тео на вулиці Лепік» (нід. Gezicht op de daken van Parijs) — картина нідерландського художника Вінсента ван Гога, написана навесні 1887 року в Парижі.

## Історія
Коли Ван Гог приїхав в Париж з Нюенена, вони з братом Тео жили в квартирі на вулиці Лаваль. Звідти вони разом переїхали в червні 1886 році, в більш зручної і просторої квартири — на вулиці Лепік. Брати захоплювалися видом, що відкривався з цієї квартири.
Зберігся опис Тео: «Найбільш чудове в нашій квартирі це те, що прямо з вікон відкривається винятковий вид на все місто і на пагорби Медон, Ст. Клод та інші, а також на небо, яке здається таким же величезним, як якби залізти на дюни. З постійно мінливим небом вид з вікна уявляється сюжетом для великої безлічі робіт, і хто б це не побачив, погодився б зі мною в тому, що про це можна складати вірші».
Вінсент дійсно глибоко надихнувся від цих солодких слів і видом з вікон квартири. Крім цього полотна існує ще один малюнок, один начерк олією і картина олією. Всі ці малюнки намальовані приблизно в одному і тому ж ракурсі.

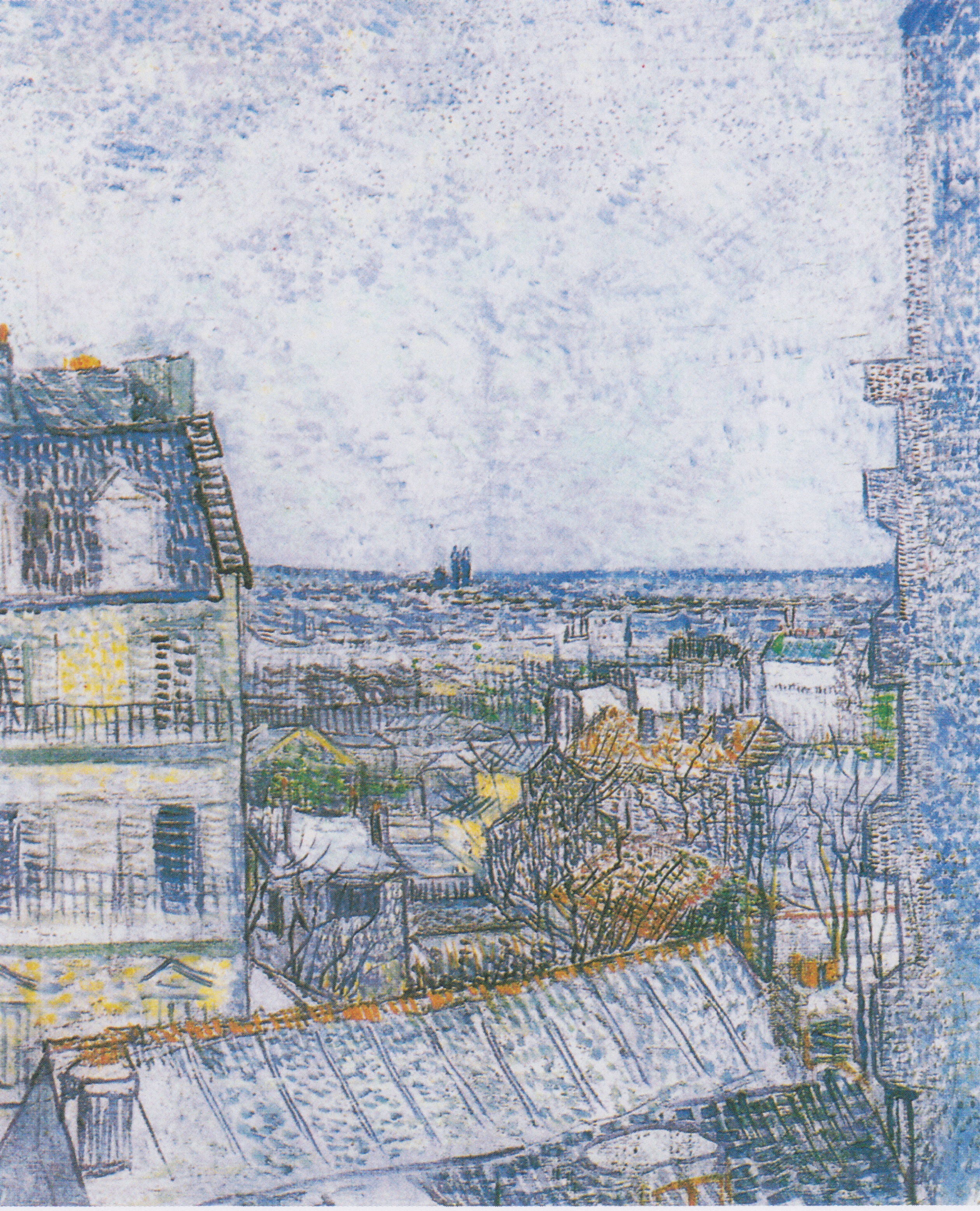
Вид з вікна Вінсента, 1887, нині у приватній колекції
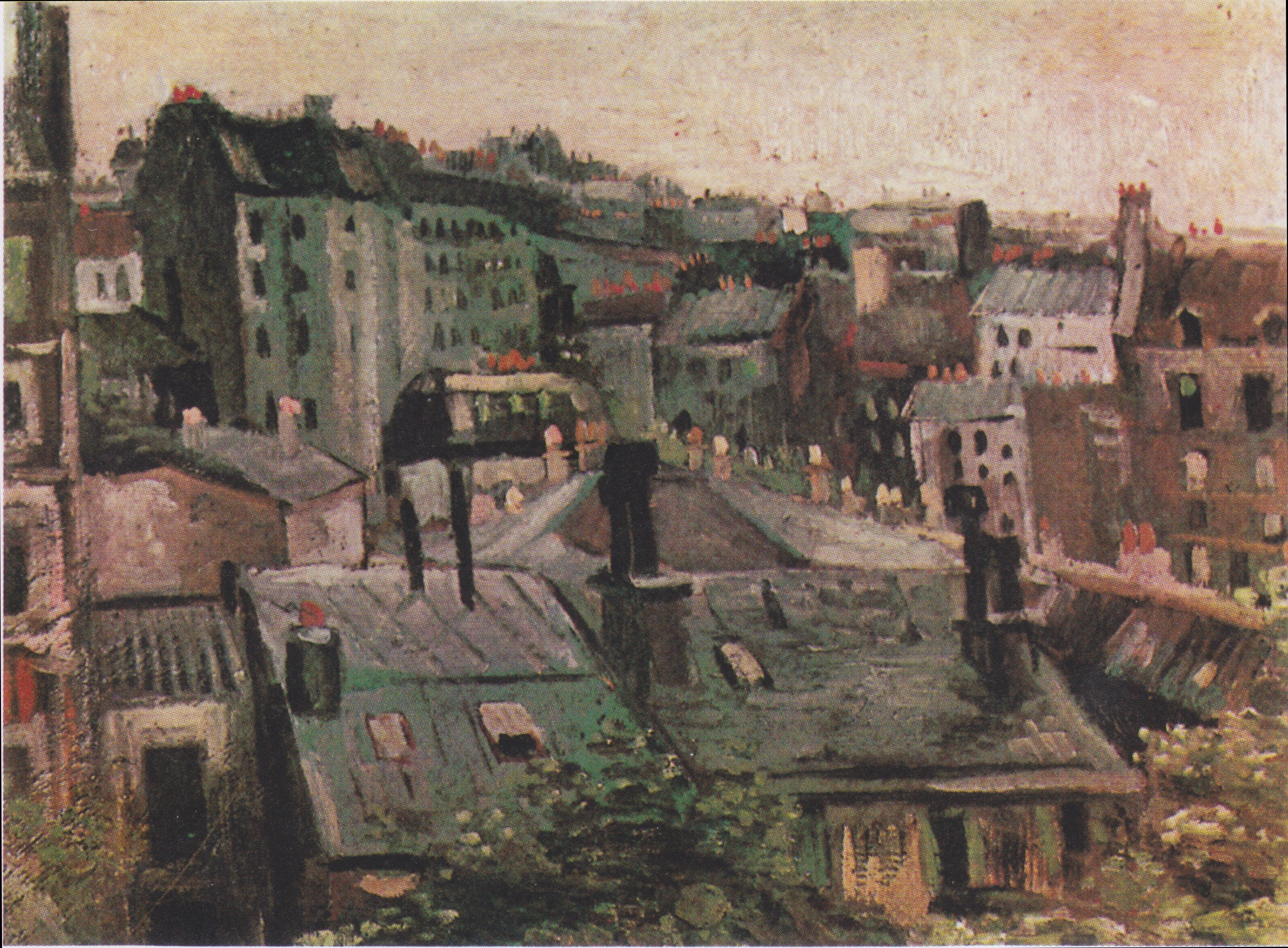
Вид на дахи і задні двори будинків, 1886, Музей ван Гога